# Ginny Brown-Waite

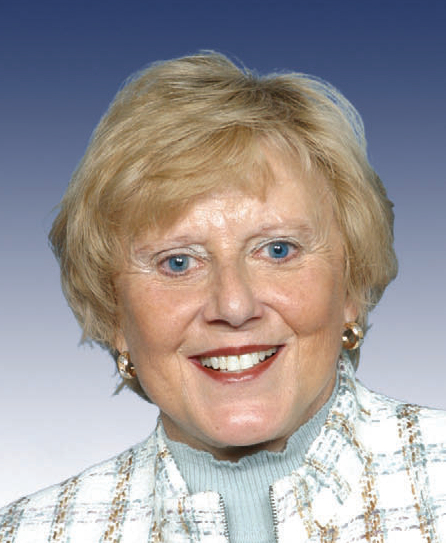
Ginny Brown-Waite

Virginia "Ginny" Brown-Waite, född 5 oktober 1943 i Albany, New York, är en amerikansk republikansk politiker. Hon representerar delstaten Floridas femte distrikt i USA:s representanthus sedan 2003.
Brown-Waite avlade 1976 sin kandidatexamen vid State University of New York och 1984 sin master vid Russell Sage College. Hon flyttade till Florida på 1980-talet och var ledamot av delstatens senat 1992-2002. Hon utmanade sittande kongressledamoten Karen Thurman i kongressvalet 2002 och vann.